# I liga polska w piłce siatkowej mężczyzn (1958/1959)
I liga polska w piłce siatkowej mężczyzn 1958/1959 – 23. edycja rozgrywek o mistrzostwo Polski w piłce siatkowej mężczyzn.

## Drużyny uczestniczące
| | I liga 1958/1959   |    |
| --- | ------------------ | -- |
| WAR | AZS-AWF Warszawa   | 1  |
| LEG | Legia Warszawa     | 2  |
| GDA | Wybrzeże Gdańsk    | 3  |
| WRO | Gwardia Wrocław    | 4  |
| KAT | Górnik Katowice    | 5  |
| ŁÓD | AZS Łódź           | 6  |
| KRA | AZS Kraków         | 7  |
| SZC | Pogoń Szczecin     | 8  |
| KRA | Korona Kraków      | 9  |
| WRO | AZS Wrocław        | 10 |
| | Awans z II ligi    |    |
| LUB | Lublinianka Lublin |    |
| WAR | Lotnik Warszawa    |    |
| Oznaczenia: - kolumna pierwsza – skróty nazw drużyn wpisane na mapie (jeśli ta została zamieszczona), - kolumna trzecia – miejsce zajęte przez daną drużynę w poprzednim sezonie. |                    |    |

## Klasyfikacja końcowa
| Miejsce | Drużyna            |
| ------- | ------------------ |
| 1.      | AZS-AWF Warszawa   |
| 2.      | Legia Warszawa     |
| 3.      | Górnik Katowice    |
| 4.      | AZS Łódź           |
| 5.      | Pogoń Szczecin     |
| 6.      | Wybrzeże Gdańsk    |
| 7.      | Lotnik Warszawa    |
| 8.      | Gwardia Wrocław    |
| 9.      | AZS Wrocław        |
| 10.     | Lublinianka Lublin |
| 11.     | Korona Kraków      |
| 12.     | AZS Kraków         |

     spadek do II ligi